# Campeonato Português de Hóquei em Patins de 1972–73
O Campeonato Português de Hóquei de Patins de 1972-73 foi a 33ª edição do principal escalão da modalidade em Portugal.
Num campeonato novamente disputado em três fases, o Grupo Desportivo de Lourenço Marques conseguia o seu terceiro título nacional na modalidade.

## Equipas Participantes
| Infante de Sagres    | Porto               | SL Benfica          | Lisboa        | GD Banco Comercial de Angola | Luanda           |
| FC Porto             | Porto               | Sporting CP         | Lisboa        | GD Lourenço Marques          | Lourenço Marques |
| AD Valongo           | Valongo             | AD Oeiras           | Oeiras        | Sport Luanda e Benfica       | Luanda           |
| GDC Fânzeres         | Fânzeres            | GDS Cascais         | Cascais       |                              |                  |
| Académico do Porto   | Porto               | CUF                 | Barreiro      |                              |                  |
| Carvalhos            | Pedroso             | CD Paço de Arcos    | Paço de Arcos |                              |                  |
| Académica de Espinho | Espinho             | Parede FC           | Parede        |                              |                  |
| UD Oliveirense       | Oliveira de Azeméis | CA Campo de Ourique | Lisboa        |                              |                  |
| AD Sanjoanense       | São João da Madeira | HC Sintra           | Sintra        |                              |                  |
| Águias do Porto      | Aveiro              | CF Estremoz         | Estremoz      |                              |                  |

## Classificação

### Campeonato Metropolitano

#### Zona Norte
| Pos | Equipa               | J  | V  | E | D  | GM  | GS  | Diff | Pts | Qualificação/Despromoção |
| --- | -------------------- | -- | -- | - | -- | --- | --- | ---- | --- | ------------------------ |
| 1   | Infante de Sagres    | 18 | 15 | 0 | 3  | 144 | 42  | +102 | 48  | Fase Final - 1.ª Fase    |
| 2   | FC Porto             | 18 | 14 | 1 | 3  | 154 | 49  | +105 | 47  | Fase Final - 1.ª Fase    |
| 3   | Carvalhos            | 18 | 13 | 0 | 5  | 110 | 62  | +48  | 44  |                          |
| 4   | AD Valongo           | 18 | 10 | 3 | 5  | 109 | 70  | +39  | 41  |                          |
| 5   | Académico do Porto   | 18 | 8  | 1 | 9  | 67  | 153 | -86  | 35  |                          |
| 6   | UD Oliveirense       | 18 | 8  | 1 | 9  | 67  | 153 | -86  | 35  |                          |
| 7   | AD Sanjoanense       | 18 | 6  | 2 | 10 | 96  | 93  | +3   | 32  |                          |
| 8   | GDC Fânzeres         | 18 | 5  | 4 | 9  | 73  | 94  | -21  | 32  | Play-off de Despromoção  |
| 9   | Académica de Espinho | 18 | 5  | 0 | 13 | 70  | 155 | -85  | 28  | II Divisão               |
| 10  | Águias do Porto      | 18 | 1  | 0 | 17 | 46  | 134 | -88  | 20  | II Divisão               |

#### Zona Sul
| Pos | Equipa              | J  | V  | E | D  | GM  | GS  | Diff | Pts | Qualificação/Despromoção |
| --- | ------------------- | -- | -- | - | -- | --- | --- | ---- | --- | ------------------------ |
| 1   | Sporting CP         | 18 | 17 | 0 | 1  | 132 | 44  | +88  | 52  | Fase Final - 1.ª Fase    |
| 2   | SL Benfica          | 18 | 17 | 0 | 1  | 159 | 65  | +94  | 52  | Fase Final - 1.ª Fase    |
| 3   | CUF                 | 18 | 10 | 1 | 7  | 92  | 75  | +17  | 39  |                          |
| 4   | CD Paço de Arcos    | 18 | 8  | 1 | 9  | 83  | 84  | -1   | 35  |                          |
| 5   | GDS Cascais         | 18 | 8  | 1 | 9  | 97  | 129 | -32  | 35  |                          |
| 6   | AD Oeiras           | 18 | 7  | 0 | 11 | 98  | 95  | +3   | 32  |                          |
| 7   | CF Estremoz         | 18 | 6  | 1 | 11 | 85  | 127 | -42  | 31  |                          |
| 8   | CA Campo de Ourique | 18 | 6  | 0 | 12 | 87  | 138 | -51  | 30  | Play-off de Despromoção  |
| 9   | Parede FC           | 18 | 4  | 1 | 13 | 73  | 118 | -45  | 27  | II Divisão               |
| 10  | HC Sintra           | 18 | 3  | 3 | 12 | 75  | 106 | -31  | 27  | II Divisão               |

#### Fase Final - 1.ª Fase
| Pos | Equipa            | J | V | E | D | GM | GS | Diff | Pts | Qualificação/Despromoção |
| --- | ----------------- | - | - | - | - | -- | -- | ---- | --- | ------------------------ |
| 1   | SL Benfica        | 6 | 6 | 0 | 0 | 27 | 8  | +19  | 18  | Fase Final - 2.ª Fase    |
| 2   | FC Porto          | 6 | 3 | 0 | 3 | 20 | 19 | +1   | 12  |                          |
| 3   | Infante de Sagres | 6 | 2 | 0 | 4 | 13 | 19 | -6   | 10  |                          |
| 4   | Sporting CP       | 6 | 1 | 0 | 5 | 18 | 32 | -14  | 8   |                          |

### Campeonato Nacional

#### Fase Final - 2.ª Fase
| Pos | Equipa                       | J | V | E | D | GM | GS | Diff | Pts | Qualificação/Despromoção   |
| --- | ---------------------------- | - | - | - | - | -- | -- | ---- | --- | -------------------------- |
| 1   | GD Lourenço Marques          | 6 | 3 | 2 | 1 | 12 | 11 | +1   | 14  | Taça dos Campeões Europeus |
| 2   | SL Benfica                   | 6 | 3 | 1 | 2 | 21 | 11 | +10  | 13  |                            |
| 3   | GD Banco Comercial de Angola | 6 | 3 | 1 | 2 | 17 | 11 | +6   | 13  |                            |
| 4   | Sport Luanda e Benfica       | 6 | 1 | 0 | 5 | 5  | 22 | -17  | 8   |                            |

| Campeão Nacional 1972/1973     |
| ------------------------------ |
|                                |
| GD Lourenço Marques 3.° Título |